# アニケ・ハーゲ
アニケ・ハーゲ（Anike Hage、1985年3月19日 - ）はドイツの女性漫画家。ニーダーザクセン州、ヴォルフェンビュッテル出身。
ドイツ出身の漫画家ではあるが、その絵柄やスタイルは日本の漫画に大きな影響を受けている。ハーゲが商業デビューを果たした出版社のTOKYOPOP社は、「グローバルMANGA」として日本国外から日本式の漫画を描く作家を多くデビューさせており、ハーゲはその一人である。

## 作品リスト
- Inspiration

アンソロジーコミック『Manga Fieber』第1巻に収録されている短編。
- Gothic Sports (邦題: ゴシック・スポーツ　〜結成！　ゴスロリ・サッカー部〜)

本国ドイツでは現在、第4巻まで単行本が刊行されている。日本でもeBookJapan等で電子書籍として販売されており、日本語で読むことができる。（参考リンク）
- Die feindlichen Nachbarn

『Wilhelm Busch und die Folgen』内に収録。
- Die Wolke

同名小説(邦題『みえない雲』)のコミック化。